# 王承德
王承德（1948年—），汉族，中华人民共和国政治人物、第十一届全国政协委员。
加入中国农工民主党，担任国家中医药管理局对台港澳中医药交流合作中心主任。2008年，当选第十一届全国政协委员，代表医药卫生界，分入第四十六组。